# Mercury-Atlas 2
Mercury-Atlas 2 (MA-2) war ein unbemannter, suborbitaler Testflug im Rahmen des Mercury-Programms.
Mit dieser Mission wollte man vor allem das Wiedereintrittsverhalten der Kapsel unter den schlimmsten Flugabbruchbedingungen erproben. Außerdem sollte die Atlas-Rakete zeigen, dass sie die geforderten Einschusskoordinaten erreichen konnte. Dazu wurde eine spezielle, nur für diese Mission verwendete Atlas benutzt. Sie hatte ein spezielles Verstärkungsband, um ein Versagen wie beim vorhergegangenen Flug Mercury-Atlas 1 zu verhindern.
Der Flug verlief erfolgreich und die Kapsel konnte 24 Minuten nach der Wasserung im Atlantik von einem Hubschrauber geborgen werden. Sie kann heute im Houston Museum of Natural Science, Texas besichtigt werden.